# Sexy Darling (dišava)
Sexy Darling je ženska dišava podjetja Coty, Inc. in tretja dišava, ki jo je oglaševala avstralska pevka Kylie Minogue. Dišavo Sexy Darling je oblikovala Sophie Labbe.
Vonj dišave vključuje bazo parfuma Darling z elementi rdeče pomaranče, paprike, hruške, rdeče vrtnice, belle de nuit, jasmina, muškatnega oreščka in sandalovine. Parfum je zapakiran v elegantno oblikovani steklenički, zapakirani v rdeči škatli. Tako na steklenički kot na škatli je napisana čipkasto oblikovana črka »K«, zaščitni znak Kylie Minogue.